# Банделло, Маттео
Маттео Банделло (итал. Matteo Bandello, предп. 1485[…], Кастельнуово-Скривия, Пьемонт — 1561[…], Ажен, Королевство Франция) — итальянский писатель. Его новеллы стали источником сюжетного материала для пьес Уильяма Шекспира «Ромео и Джульетта», «Много шума из ничего», «Цимбелин» и «Двенадцатая ночь», а также для произведений Джона Уэбстера, Лопе де Вега, Сервантеса.

## Биография
Маттео Банделло родился в Кастельнуово-Скривия в Пьемонте, судя по всему — в дворянской семье. Его отец Джованни Франческо, вероятно, был придворным Сфорца (поскольку по рассказам самого Маттео, с падением Лодовико Сфорца в 1499 он бежал в Рим под покровительство Просперо и Помпео Колонна); о своей матери Маттео никогда не упоминал. Многие его родственники были священниками и богословами.
С 12 лет учился в Милане в доминиканском монастыре Санта-Мария-делле-Грацие (где был приором его дядя Винченцо) и в 1500 году принял там монашеские обеты, потом в университете в Павии. В 20-летнем возрасте вступил в доминиканский орден, хотя и продолжал вести активную светскую жизнь. Много путешествовал, сопровождая дядю, ставшего к тому времени генералом ордена, бывал при дворах государей Северной Италии (д’Эсте, Сфорца, Бентивольо) и пользовался их расположением, завязал многочисленные знакомства в аристократических кругах. После кончины дяди в 1506 году возвращается в монастырь Санта-Мария-делле-Грацие, где и остаётся, с некоторыми перерывами, до 1526 года.
Живя с этого времени постоянно в Милане, он стал завсегдатаем светских и литературных собраний у Ипполиты Сфорца Бентивольо. После битвы при Мариньяно (1515), будучи тесно связанным со свергнутой династией Сфорца, как и многие другие миланцы, сбежал из города и отправился к гостеприимному двору Франческо II Гонзага и Изабеллы д’Эсте. После реставрации Сфорца в 1522 году возвращается в Милан, а три года спустя, когда город оказывается завоёванным испанцами, Банделло снова оказывается под крылом у мантуанцев — у Франческо III Гонзага (внука Изабеллы).
С 1538 по 1541 г. он опять живёт в Мантуе, где он является учителем Лукреции Гонзага, которой посвящает много стихов. Затем он переходит на службу к Джованни далле Банде Нере. Наконец, он переходит к веронскому «капитану» (военачальнику) Чезаре Фрегозо (it) — генуэзскому дворянину, который сражается под флагом Венецианской республики. Фрегозо, однако, оказавшись французским шпионом, погибает в засаде, а Банделло сопровождает его вдову в изгнание в городок Бассенс вблизи Ажена, в Аквитании (Франция).
Поскольку в годы борьбы Испании и Франции за господство в Италии Банделло принял сторону французского короля, то после поражения французской армии в битве при Павии (1525) как сторонник французов он потерял свои имения, и позднее французский король Генрих II (при дворе которого он пробыл два года) сделал его епископом Ажена (1550). Эту должность Банделло будет занимать до 1555 г. (или же, возможно, до самой смерти в 1561 г.). В Ажене Банделло провёл остаток своей жизни, пользуясь вниманием со стороны деятелей французского Ренессанса.

## Творчество

### Новеллы
Банделло является автором 214 новелл — это главный литературный труд его жизни. Шекспир почерпнул сюжет своей одноимённой трагедии из одной его новеллы «Ромео и Джульетта», которая восходит к более раннему произведению итальянца Луиджи да Порто «Новонайденная история двух благородных влюблённых» (1530).
Шекспир также из новелл Банделло создал свои «Много шума из ничего», «Цимбелин» и «Двенадцатая ночь», Джон Уэбстер — «Герцогиня Амальфи». Также им вдохновлялись Лопе де Вега («Наказание — не мщение»), Сервантес.
Они были изданы в Лукке в 1554 году (три первых тома); четвёртый посмертный — в Лионе в 1573 году. «В этих новеллах Банделло выступает искусным изобразителем жизни итальянского общества Чинквеченто (XVI в.) и в духе своего времени отдает дань сентиментально-чувствительному и „кровавому“ жанрам. Популярность Банделло была очень значительна». Это — «безыскусственная картина нравов и общественной жизни его времени, много читались и переводились на иностранные языки, хотя они не блещут ни особенной талантливостью, ни отделкой и местами отличаются крайним цинизмом». В дальнейшем новеллы издавались сокращенно, лишь в XVIII веке вышли полные издания (4 т., Лонд., 1740; 9 т., Лонд., 1791—93; г., Милан, 1813—14; 4 т., Турин, 1853 г.); в 1818—9 гг. в немецком переводе Адриана вышли лишь те «из сочинений Банделло, которые могли быть напечатаны без ущерба для нравственного чувства читателей».
Литературовед С. В. Логиш отмечает: «Новеллы не имеют сюжетного обрамления, подобно „Декамерону“ Боккаччо, — они сопровождаются описанием мест и ситуаций, которые автор имел возможность наблюдать во время своих поездок и службы у различных синьоров и военачальников». По его мнению, Банделло не следует какому-либо тематическому принципу или схожести ситуаций, сам подчеркивая это, говоря, что его новеллы не являются «продолжением некой длинной истории», а представляют собой «смесь разных происшествий, по-разному случавшихся, в разных местах и в разное время, с участием разных людей».
Каждой новелле предшествует введение в форме письма-посвящения, адресованного одному из современников писателя. В них автор рассказывает, при каких обстоятельствах он узнал о событиях новеллы. По мнению Логиша, письма-посвящения «имеют большое значение для понимания всего замысла, так как в них писатель устанавливает прямую связь с реальностью своего времени и придает правдоподобие описанным историям». В русских переводах эти введения отсутствуют.
Литературовед отмечает, что тексты Банделло «изобилуют историческими и бытовыми деталями и отражают праздничную атмосферу различных дворов эпохи Возрождения. Нередко автор использует краткие вставные новеллы, которые иногда находят развернутое продолжение в следующей новелле, устанавливая между ними определенную тематическую связь (…) Тон повествования может колебаться от комического до трагического либо патетического, в центре новеллы могут быть интриги, насмешка, героические приключения, волшебные либо сказочные превращения. Наиболее привлекательны для автора сюжеты исторического и любовного содержания, которые нередко имеют трагическую развязку. В целом Банделло стремится к тому, чтобы его новеллы были приятны придворной публике и навели на размышления о прочитанном».
Принято выделять несколько источников сюжета у Банделло. Это «новеллино» XIII века, творчество Боккаччо, новеллы XIV века — из них писатель заимствует традиционные темы и сюжеты. «Однако он использует и современную новеллистику, фольклорный материал, истории из повседневной жизни, рассказы об известных личностях и путевые заметки».
На русском языке избранные новеллы изданы в переводах Н. Томашевского, И. Георгиевской, А. Шадрина.

### Прочее
Из прочих сочинений его были напечатаны:
- Canti delle lodi della S. Lucrezia Gonzaga (Ажан, 1545 г.) — 11 «Песен во хвалу госпожи Лукреции Гонзага»
- капитулы в терцинах «Три Парки» («Le tre Parche»)
- Rime (изд. Косты, Typ., 1816 г.)
- подражание «Гекубе» Эврипида (изд. Манзи, Рим, 1813 г.)
- «Некоторые фрагменты Стихотворений» («Alcuni fragmenti delle Rime»), в 1544 г. посвященные королеве Маргарите Наваррской (они были обнаружены только в 1816 г.)

По словам Логиша, писатель невысоко ценил свою поэзию: «он сам называл свои поэтические опыты „плохо отшлифованной бумагой“, оставаясь в рамках галантно-куртуазной тематики».